# Junts per Catalunya (coalición)
Junts per Catalunya (JuntsxCat, JxCat o simplemente Junts; en español: «Juntos por Cataluña») fue una coalición electoral de ideología independentista catalana constituida por Convergencia Democrática de Cataluña y el Partido Demócrata Europeo Catalán para concurrir a las elecciones al Parlamento de Cataluña de 2017. Para concurrir a las elecciones generales de abril de 2019 se volvió a constituir con los dos partidos iniciales (PDeCAT y CDC) junto con el recién creado en 2018 Junts per Catalunya, y para las elecciones generales de noviembre de 2019 se reeditó la coalición solamente con el PDeCAT y Junts.
Con el nombre de Junts concurrió a las elecciones municipales de 2019 como coalición electoral constituida por Partido Demócrata Europeo Catalán, Compromís per la Bisbal, Junts pel Poble, Impulsem Cunit, Sentvilobí, Junts per Arenys, En Marxa-Junts x Pineda-Plataforma Democràtica, Tavèrnoles Actiu, Convergencia Democrática de Cataluña y Junts per Tona.
Finalmente (tras la salida de CDC de la coalición en septiembre de 2019), el entorno de Puigdemont tomó el control del partido Junts en julio de 2020, otorgándole identidad y estructura propias. Dicha actuación ocasionó una grave crisis entre el PDeCAT y Junts (socios de esta coalición).

## Historia

### Origen y elecciones catalanas de 2017
Tras la ruptura de la coalición CiU, el partido Convergencia Democrática de Cataluña (CDC) celebró su último Congreso el 8 de julio de 2016, siendo acordada la suspensión de su actividad política (aunque no su liquidación, siguiendo existiendo a nivel formal). Ese mismo día arrancó el Congreso para la «refundación» del CDC en un nuevo partido político, que acabaría adoptando el nombre de Partido Demócrata Europeo Catalán (PDeCAT) tras haber sido uno de los nombres propuestos precisamente «Junts per Catalunya». Tras todo ello, el año 2017 estuvo marcado por el Referéndum del 1 de octubre, la DUI del 10 y 27 de octubre y la definitiva Aplicación del art. 155 de la Constitución Española en Cataluña, lo que llevó a la convocatoria de las elecciones catalanas de 2017.
A continuación, ERC rechazó reeditar la coalición Junts pel Sí (alianza en la que CDC concurrió a las anteriores elecciones catalanas de 2015). Así mismo, el expresidente Carles Puigdemont se opuso a apoyar una candidatura únicamente conformada por el PDeCAT. Fruto de todo ello, los entonces dirigentes del PDeCAT (Artur Mas, Marta Pascal y David Bonvehí) acabaron pactando con el entorno de Puigdemont la creación de esta coalición Junts per Catalunya para presentarse a dichas elecciones: El PDeCAT conformaría la coalición a nivel legal junto al inactivo, pero aún existente CDC y recibiría los derechos electorales y subvenciones, mientras Puigdemont conseguía liderar las listas y ser quien conformase las candidaturas con numerosos independientes de su entorno.
La coalición, que se autodefinió como transversal y apostó por el personalismo en torno a la figura de Puigdemont, acabó imponiéndose como la candidatura independentista más votada y evitó una mayoría alternativa de los partidos contrarios a la independencia. Tras ello, Junts per Catalunya conformaría grupo parlamentario propio en el Parlamento de Cataluña, designando a Jordi Sànchez (en prisión preventiva) como presidente del grupo y a Elsa Artadi como portavoz. Finalmente, JUNTSxCAT consiguió investir a Quim Torra (elegido diputado por esta coalición) como Presidente de la Generalidad de Cataluña en mayo de 2018.

### Tensiones e incorporación de Junts (2018)
Ese mismo mayo de 2018 fue presentada por el PSOE una moción de censura contra el gobierno central de Mariano Rajoy (del Partido Popular) a raíz de la condena por el caso de corrupción «Gürtel». En aquel entonces, el PDeCAT (miembro de JUNTSxCAT) contaba con 8 escaños en el Congreso de los Diputados, abogando el expresidente Puigdemont por la abstención (lo que haría fracasar la moción, mantendría a Rajoy en el poder, y continuaría la confrontación entre el independentismo catalán y el gobierno conservador del PP). Sin embargo, acabó imponiéndose la postura de Marta Pascal (coordinadora del PDeCAT), y su grupo en el Congreso votó Sí a la moción, expulsando al PP del gobierno de España e investiendo a Pedro Sánchez (PSOE) como nuevo presidente del gobierno. Esto generó las primeras tensiones en JUNTSxCAT entre dos bandos: los unilateralistas cercanos a Puigdemont, frente a los independentistas pragmáticos en la dirección del PDeCAT.
Las tensiones internas aumentaron cuando la dirección del PDeCAT anunció que dicho partido se presentaría a las elecciones municipales del 2019 bajo la marca «Junts per Catalunya» y, tras ello, el 11 de julio de 2018 inscribiese en el Ministerio del Interior un nuevo partido político llamado también Junts per Catalunya (Junts) (homónimo a esta coalición, pero una entidad diferente). Como respuesta, Puigdemont impulsó unos días después, el 16 de julio, el nuevo partido Crida Nacional per la República (CNxR), con el que se garantizaba una plataforma con la que concurrir a las próximas elecciones en caso de ruptura con el PDeCAT.
Finalmente, con la elección de David Bonvehí y Míriam Nogueras como nuevos directores del PDeCAT el 22 de julio de ese mismo año (lo que apartaba a la antigua coordinadora Marta Pascal) las tensiones entre el sector de Puigdemont (CNxR) y el PDeCAT se calmaron, y ambos bandos decidieron mantener el statu quo para afrontar las elecciones que serían celebradas en 2019: JUNTSxCAT se volvería a presentar como una coalición del PDeCAT junto a los partidos sin actividad política CDC y Junts (esto excluía al partido CNxR), y Puigdemont conformaría las candidaturas liderando la campaña electoral.

### Ciclo electoral de 2019
Para las elecciones generales de abril los dos primeros puestos de la lista por Barcelona fueron Jordi Sánchez (en prisión preventiva) y Laura Borràs. Otros dos presos por el proceso independentista, Jordi Turull y Josep Rull (ambos del PDeCAT), fueron cabeza de lista por las circunscripciones de Lérida y Tarragona, respectivamente. Otro independiente, el abogado Jaume Alonso-Cuevillas, encabezó la lista por Gerona. En los comicios, celebrados el 28 de abril de 2019, JUNTSxCAT fue la cuarta fuerza en Cataluña, obteniendo siete escaños en el Congreso y tres en el Senado.
A continuación esta coalición se presentó a las elecciones municipales celebradas el 26 de mayo de 2019. De esta forma, JUNTSxCAT presentó candidaturas en 772 localidades de Cataluña, obteniendo un total de 2804 concejales (un 31 % de todos los concejales catalanes elegibles). Estos resultados permitieron a JUNTSxCAT ser la candidatura con mayor número de alcaldías en Cataluña (370 de las 947 totales), destacando por ejemplo la alcaldía de Gerona y Manresa.
Tras la fallida investidura del presidente interino del gobierno Pedro Sánchez, fueron convocadas unas nuevas elecciones generales para el 10 de noviembre de 2019. La reedición de esta candidatura estuvo marcada por la retirada del partido CDC de esta coalición, permaneciendo como partidos parte únicamente el PDeCAT y Junts. En esta ocasión, JUNTSxCAT mejoró sus resultados respecto a abril, aumentando en 30 000 sus votos, convirtiéndose en la tercera fuerza en Cataluña (en escaños, ya que en votos siguió siendo la cuarta fuerza catalana) y obteniendo ocho escaños en el Congreso de los Diputados y tres en el Senado.

### Crisis de la coalición (2020)
Al finalizar 2019, los actores políticos de esta coalición iniciaron las conversaciones para la reestructuración de esta coalición: mientras el PDeCAT proponía «transitar hacia Junts per Catalunya» manteniendo la existencia del partido como entidad (o sea, la transformación de JUNTSxCAT en una federación de partidos entre PDeCAT y CNxR), Puigdemont y su entorno apostaban por la agrupación de estos actores en un solo partido político (lo que implicaría la disolución del PDeCAT).
Ante la falta de acuerdo, el 10 de julio de 2020 el entorno de Puigdemont tomó el control del partido Junts (inscrito desde 2018) mediante una maniobra en el Registro de partidos políticos del Ministerio del Interior por la que la presidencia y sede de dicho partido pasaron a sus manos. Así, durante ese mes de julio, el partido Junts adoptó una nueva imagen corporativa (diferenciada a la de esta coalición JUNTSxCAT), inició su primer «proceso congresual» y acabó eligiendo el 9 de agosto una nueva directiva con Carles Puigdemont como presidente y Jordi Sánchez como su secretario general.
El 6 de agosto, poco antes de la elección de Puigdemont como presidente de Junts, el PDeCAT interpuso una demanda ante el TSJC alegando irregularidades en la maniobra registral de los partidarios de Puigdemont, lo que generaría una gran polémica a finales de ese mes e impulsaría a diversos cargos de esta coalición a abandonar el PDeCAT para militar en Junts (los consejeros del Gobierno de Cataluña salvo Àngels Chacón, los senadores en bloque, o el mismo Puigdemont). Tras ello, el 3 de septiembre, el presidente de la Generalidad (Quim Torra, próximo a Puigdemont) destituyó a los consejeros Buch, Vilallonga y Àngels Chacón (esta última, la única aún afiliada al PDeCAT en ese Gobierno), calificando el PDeCAT dicha decisión como «purga política».

## Resultados electorales

### Elecciones al Parlamento de Cataluña
En primer lugar, estos son los resultados obtenidos por JUNTSxCAT en las elecciones catalanas a las que se ha presentado la coalición:
| Circunscripción   | # de votos | % de votos | Diputados | Posición |
| ----------------- | ---------- | ---------- | --------- | -------- |
| Barcelona         | 624 261    | 19,0 %     | 17/85     | 3º       |
| Gerona            | 149 638    | 36,7 %     | 7/17      | 1º       |
| Lérida            | 78 303     | 32,5 %     | 6/15      | 1º       |
| Tarragona         | 96 031     | 21,7 %     | 4/18      | 3º       |
|                   |            |            |           |          |
| Total de Cataluña | 948 233    | 21,6 %     | 34/135    | 2º       |

### Elecciones a las Cortes Generales españolas
A continuación se reflejan los resultados obtenidos por JUNTSxCAT en las elecciones generales a las que se ha presentado la coalición:
| Circunscripción   | # de votos | % de votos | Diputados | Senadores | Posición |
| ----------------- | ---------- | ---------- | --------- | --------- | -------- |
| Barcelona         | 316 904    | 10,2 %     | 3/32      | 0/4       | 5º       |
| Gerona            | 85 863     | 22,5 %     | 2/6       | 1/4       | 2º       |
| Lérida            | 46 781     | 20,7 %     | 1/4       | 1/4       | 2º       |
| Tarragona         | 51 239     | 12,3 %     | 1/6       | 0/4       | 4º       |
|                   |            |            |           |           |          |
| Total de Cataluña | 500 787    | 12,1 %     | 7/48      | 2/16      | 4º       |
| Total de España   | 500 787    | 1,9 %      | 7/350     | 2/208     | 7º       |

| Circunscripción   | # de votos | % de votos | Diputados | Senadores | Posición |
| ----------------- | ---------- | ---------- | --------- | --------- | -------- |
| Barcelona         | 343 931    | 11,7 %     | 4/32      | 0/4       | 4º       |
| Gerona            | 88 060     | 24,8 %     | 2/6       | 2/4       | 2º       |
| Lérida            | 46 773     | 22,6 %     | 1/4       | 1/4       | 2º       |
| Tarragona         | 51 461     | 13,4 %     | 1/6       | 0/4       | 3º       |
|                   |            |            |           |           |          |
| Total de Cataluña | 530 225    | 13,7 %     | 8/48      | 3/16      | 4º       |
| Total de España   | 530 225    | 2,2 %      | 8/350     | 3/208     | 7º       |

### Elecciones municipales
Estos son los resultados obtenidos por JUNTSxCAT en las elecciones municipales celebradas en aquellos municipios con población superior a 100 000 habitantes:
| Municipio                | Población | # de votos | % de votos | Concejales | Posición |
| ------------------------ | --------- | ---------- | ---------- | ---------- | -------- |
| Barcelona                | 1 620 343 | 79 280     | 10,5 %     | 5/41       | 5º       |
| Hospitalet de Llobregat  | 261 068   | 3486       | 3,5 %      | 0/27       | 6º       |
| Tarrasa                  | 218 535   | 7225       | 7,6 %      | 2/27       | 5º       |
| Badalona                 | 217 741   | 5140       | 5,2 %      | 1/27       | 5º       |
| Sabadell                 | 211 734   | 9005       | 9,3 %      | 3/27       | 5º       |
| Lérida                   | 137 856   | 10 765     | 19,1 %     | 6/27       | 3º       |
| Tarragona                | 132 299   | 6395       | 11,1 %     | 3/27       | 4º       |
| Mataró                   | 126 988   | 3633       | 6,5 %      | 2/27       | 4º       |
| Santa Coloma de Gramanet | 118 821   | 939        | 2,1 %      | 0/27       | 7º       |
| Reus                     | 103 477   | 9643       | 22,2 %     | 7/27       | 1º       |
| Gerona                   | 100 266   | 13 435     | 31,0 %     | 9/27       | 1º       |